# Obwód Krzemieniec Armii Krajowej
Obwód Krzemieniec – jednostka terytorialna Związku Walki Zbrojnej, a następnie Armii Krajowej. Operowała na terenie powiatu krzemienieckiego i nosiła kryptonim „Dzwon”.
Obwód Krzemieniec wchodził wraz z Obwodem Dubno AK w skład Inspektoratu Rejonowego Dubno Okręgu Wołyń („Konopie”).

## Skład
- Odcinek Krzemieniec